# Eboli
Eboli là một đô thị (comune) thuộc tỉnh Salerno trong vùng Campania của Ý. Ispani có diện tích 8,3 km2, dân số là 40033 người (2019/11/30).